# Literaturjahr 1918
Liste der Literaturjahre

◄◄ | ◄ | 1914 | 1915 | 1916 | 1917 | Literaturjahr 1918 | 1919 | 1920 | 1921 | 1922 | ►

Weitere Ereignisse

## Ereignisse

### Prosa

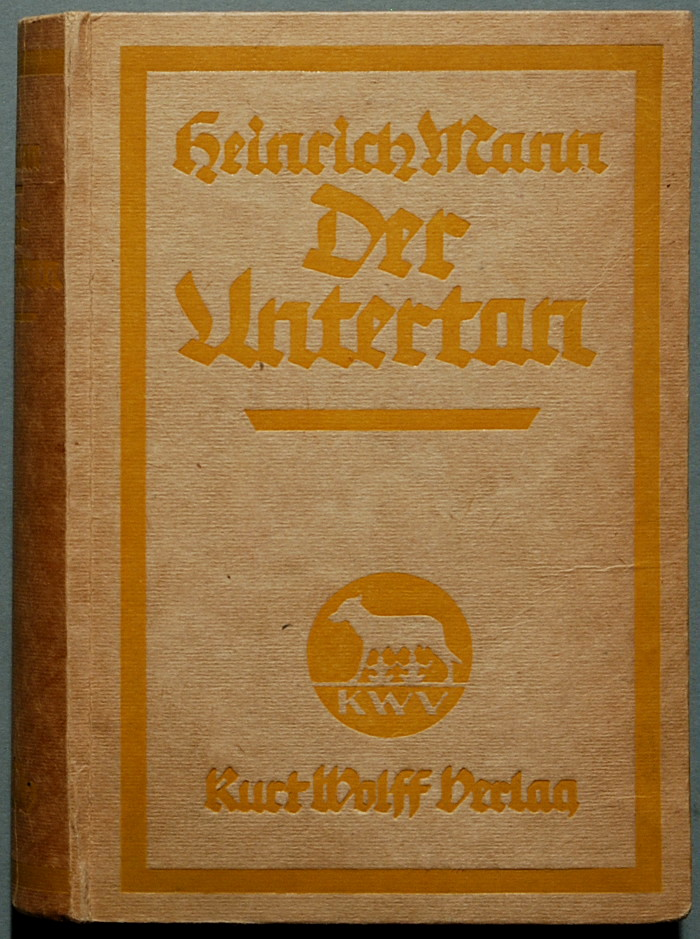
Der Untertan, Umschlagdeckel von 1918

- Der 1914 vollendete Roman Der Untertan von Heinrich Mann wird im Kurt Wolff-Verlag erstmals in Buchform veröffentlicht. Die Satire ist eine unverhohlene Kritik am Kaiserreich unter dem Regiment Wilhelm II., eine politische Kritik am kaiserfanatischen Bürgertum wie dem erschlafften Altliberalismus und eine Mentalitätsstudie über den autoritären Typus, und gilt als das wichtigste literarische Dokument über das Deutsche Kaiserreich.
- Leo Perutz veröffentlicht den phantastischen Roman Zwischen neun und neun. Der Roman setzt sich aus zwanzig Episoden zusammen, die jeweils ein Kapitel bilden. Dies lässt sich durch die Erstveröffentlichung als Fortsetzungsroman in einer deutschen Tageszeitung erklären.
- Ludwig Ganghofer veröffentlicht seinen letzten historischen Roman Das große Jagen. Der Roman spielt in den letzten Jahrzehnten der Gegenreformation und beschreibt das Schicksal der unter der Herrschaft des Fürstpropstes Cajetan Anton Notthafft von Weißenstein aus dem Berchtesgadener Land vertriebenen Protestanten.
- Die britische Journalistin Rebecca West veröffentlicht ihren Debütroman The Return of the Soldier (Die Rückkehr) in zwei Teilen in den USA. Es ist der einzige zeitgenössische Roman einer Frau über den Ersten Weltkrieg und die dadurch ausgelösten traumatischen Folgen für Soldaten.

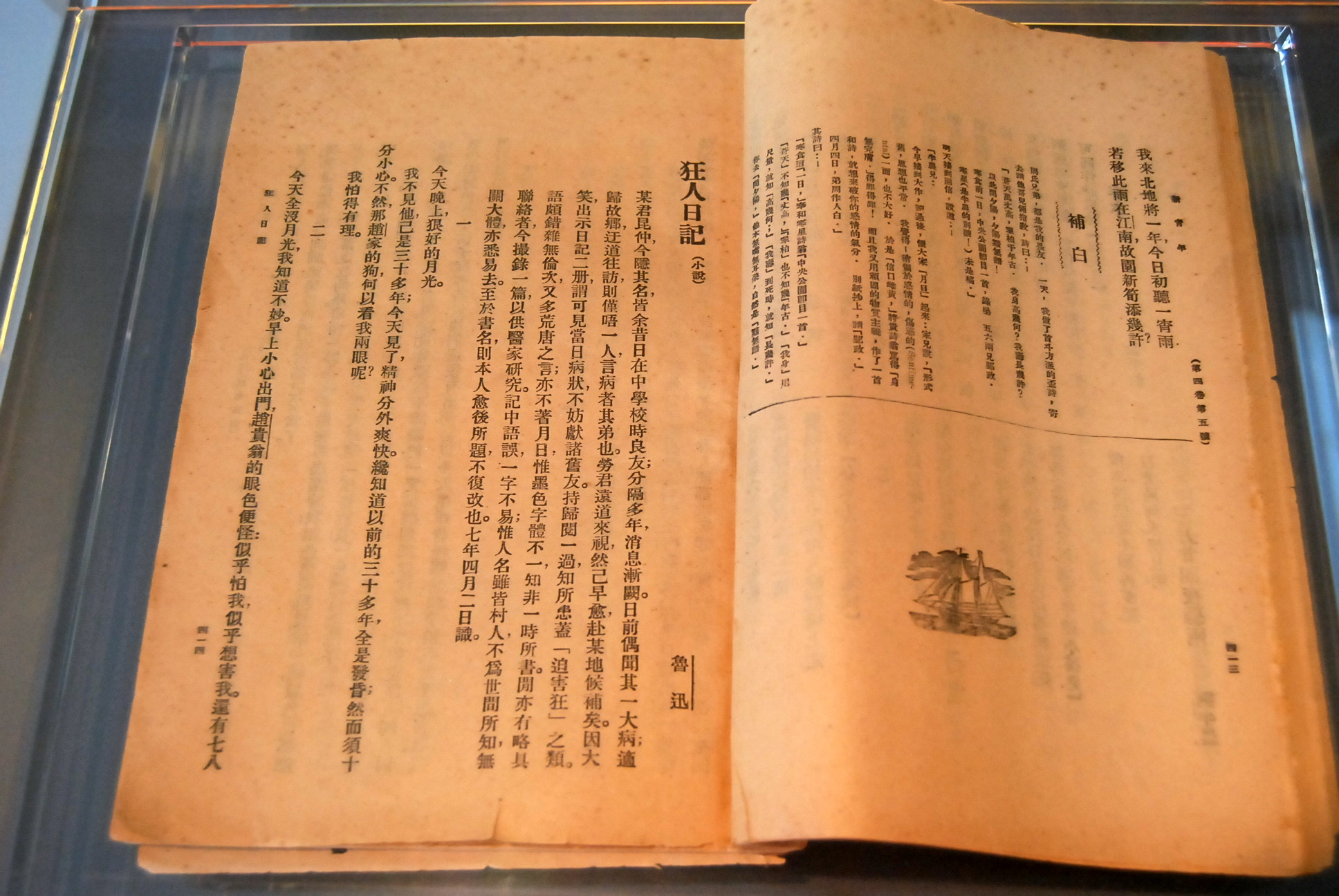
„Tagebuch eines Verrückten“ in der revolutionären chinesischen Zeitschrift „Neue Jugend“ (1918), Ausstellungsstück des Pekinger Lu-Xun-Museums

- Der chinesische Schriftsteller Lu Xun veröffentlicht die Kurzgeschichte Tagebuch eines Verrückten.
- Die Kurzgeschichte Polaris von H. P. Lovecraft entsteht.
- Der Roman Die große Liebe des evangelischen Pfarrers und Schriftstellers Artur Brausewetter entsteht. 1941 wurde basierend auf der Romanverlage das Schauspiel Ich bin Doktor Eckart am Nationaltheater in Weimar uraufgeführt

### Lyrik
- Robert Bridges veröffentlicht fast 30 Jahre nach dem Tod seines Freundes Gerard Manley Hopkins erstmals dessen Gedichte.
- Der Druck von Federico García Lorcas erstem Gedichtband Impresiones y paisajes wird von seinem Vater finanziert.

### Drama
- 09. Dezember: Nachtbeleuchtung und zwei weitere komödiantische Einakter von Curt Goetz werden in Berlin mit Erfolg uraufgeführt.
- 13. Dezember: Karl Kraus veröffentlicht den Epilog seiner Tragödie Die letzten Tage der Menschheit in einem Sonderheft seiner Zeitschrift Die Fackel.

### Periodika
- 14. Dezember: Die Erstausgabe der Zeitschrift Der Syndikalist, eines der wichtigsten Presseorgane der anarchosyndikalistischen Bewegung in Deutschland, erscheint.

### Literaturverfilmungen

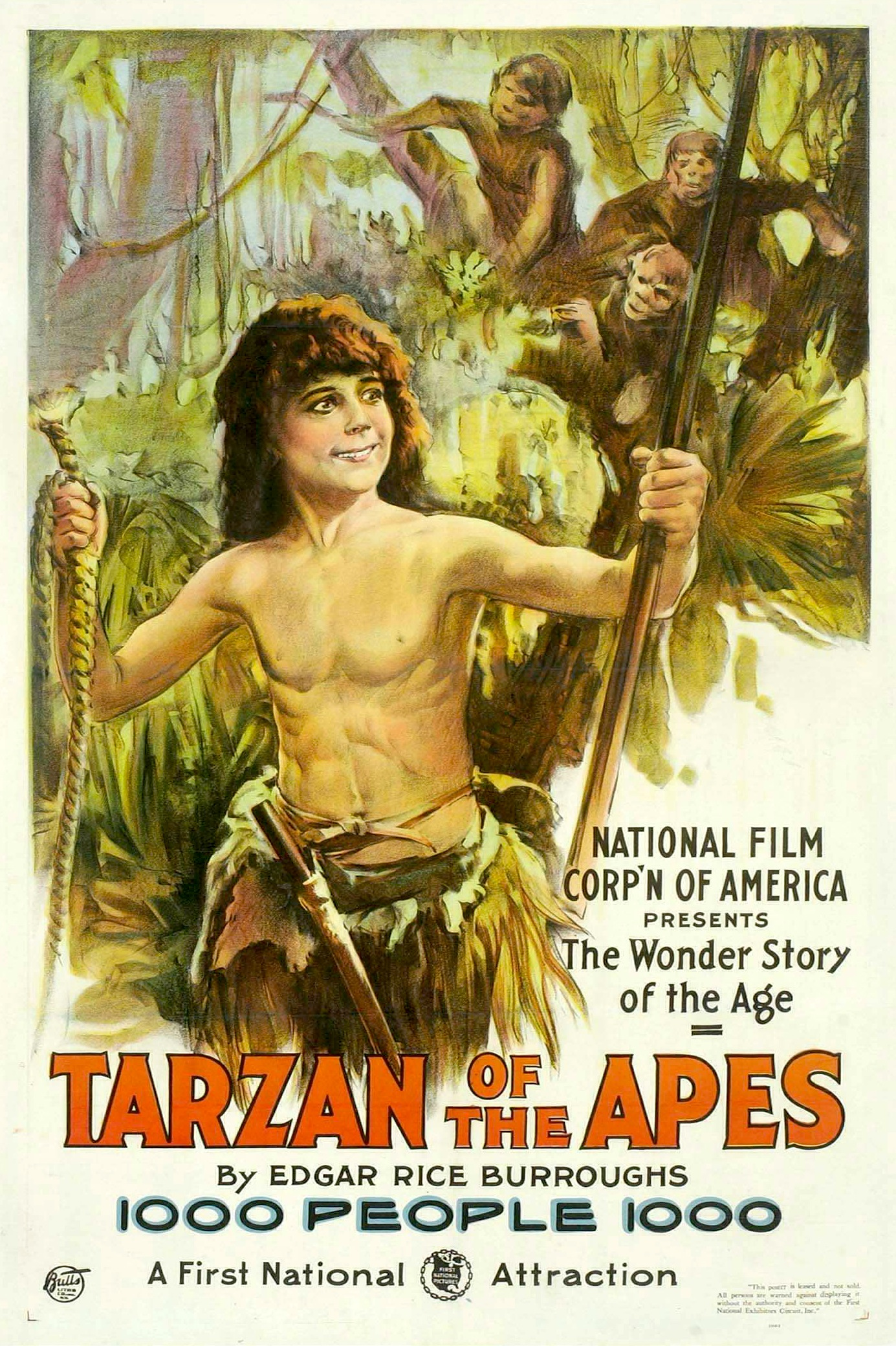
Filmplakat Tarzan of the Apes

- 27. Januar: Mit Tarzan bei den Affen unter der Regie von Scott Sidney kommt der erste Tarzan-Film in die Kinos. In der Hauptrolle ist Elmo Lincoln zu sehen. Grundlage für das Drehbuch war der gleichnamige Roman von Edgar Rice Burroughs.

### Bibliotheken
- 02. August: In Kiew wird die Wernadskyj-Nationalbibliothek der Ukraine eröffnet.

### Theater
- 30. August: Die Hamburger Kammerspiele werden unter der Intendanz von Erich Ziegel am Besenbinderhof eröffnet.

### Preisverleihungen
- Der Nobelpreis für Literatur wird nicht verliehen.
- The New York Times erhält den Pulitzer-Preis in der Kategorie „Dienst an der Öffentlichkeit“.
- Ernest Poole erhält für sein Werk His Family als Erster den Pulitzer-Preis für Romane.
- Jesse Lynch Williams erhält für sein Werk Why Marry? als Erster den Pulitzer-Preis für Theater.
- James Ford Rhodes erhält den Pulitzer-Preis für Geschichte für sein Werk A History of the Civil War, 1861–1865.

## Geboren

### Erstes Halbjahr
- 02. Januar: Gudrun Zapf-von Hesse, deutsche Typografin und Buchbinderin († 2019)
- 03. Januar: Lucie Schachne, deutsch-britische Journalistin und Autorin jüdischer Herkunft († 2005)
- 04. Januar: Georg Kahn-Ackermann, deutscher Journalist und Politiker († 2008)
- 05. Januar: Heinz Abosch, deutscher Schriftsteller († 1997)
- 06. Januar: John Cremona, maltesischer Jurist, Lyriker und Sachbuchautor († 2020)
- 06. Januar: Donald A. Prater, britischer Schriftsteller, Germanist und Diplomat († 2001)
- 12. Januar: Maharishi Mahesh Yogi, indischer Lehrer, Begründer der Transzendentalen Meditation, Buchautor († 2008)
- 16. Januar: Josip Barković, kroatischer Schriftsteller, Drehbuchautor und Filmregisseur († 2011)
- 16. Januar: Nel Benschop, niederländische Dichterin († 2005)
- 19. Januar: Harlan Cleveland, US-amerikanischer Diplomat, Zukunftsforscher und Autor († 2008)
- 26. Januar: Philip José Farmer, US-amerikanischer SF- und Fantasy-Autor († 2009)

- 02. Februar: Thorkild Bjørnvig, dänischer Lyriker, Schriftsteller und Übersetzer († 2004)
- 02. Februar: Hella Haasse, niederländische Schriftstellerin († 2011)
- 04. Februar: Ida Lupino, britische Schauspielerin, Regisseurin, Autorin, Filmproduzentin († 1995)
- 05. Februar: Otto Scrinzi, österreichischer Arzt, Publizist und Politiker († 2012)
- 06. Februar: Lothar-Günther Buchheim, deutscher Schriftsteller, Maler, Kunstsammler und Verleger († 2007)
- 22. Februar: Hildegard Maria Rauchfuß, deutsche Schriftstellerin und Liedtexterin († 2000)
- 26. Februar: Theodore Sturgeon, US-amerikanischer Science-Fiction-Autor († 1985)

- 01. März: Marie-Louise Berneri, italienische Autorin und Anarchistin († 1949)
- 04. März: Kurt Dahlmann, deutscher Journalist († 2017)

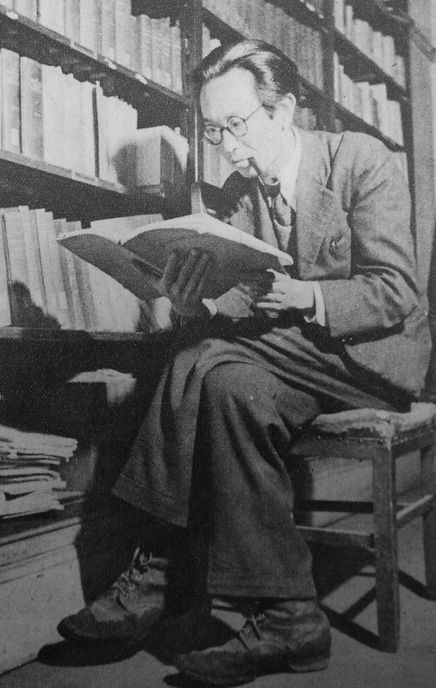
Nakamura Shin’ichirō

- 05. März: Nakamura Shin’ichirō, japanischer Schriftsteller († 1997)
- 07. März: Camille Bourniquel, französischer Schriftsteller († 2013)
- 10. März: Isaac Rosenfeld, US-amerikanischer Schriftsteller († 1956)
- 12. März: Helmut Brennicke, deutscher Schauspieler, Regisseur, Hörspielsprecher, Schauspiellehrer und Autor († 2005)
- 15. März: Richard Ellmann, US-amerikanischer Literaturwissenschaftler, Literaturkritiker und Biograf († 1987)
- 19. März: Fukunaga Takehiko, japanischer Schriftsteller und Übersetzer († 1979)

- 03. April: Oles Hontschar, ukrainischer und sowjetischer Schriftsteller und Literaturkritiker († 1995)
- 12. April: Gustav Lübbe, deutscher Verleger († 1995)
- 23. April: Margaret Avison, kanadische Dichterin, Bibliothekarin und Sozialarbeiterin († 2007)
- 23. April: Maurice Druon, französischer Schriftsteller und Politiker († 2009)
- 25. April: Muhammed Said Abdulla, tansanischer Schriftsteller († 1991)
- 28. April: Anja Lundholm, deutsche Schriftstellerin († 2007)
- 28. April: Karl-Eduard von Schnitzler, deutscher Journalist und Fernsehmoderator († 2001)

- 04. Mai: Ana Enriqueta Terán, venezolanische Dichterin († 2017)
- 09. Mai: Mike Wallace, US-amerikanischer Journalist († 2012)
- 19. Mai: Barbara Egli, Schweizer Dichterin und Schriftstellerin († 2005)
- 23. Mai: Naomi Replansky, US-amerikanische Lyrikerin († 2023)
- 31. Mai: Bryce Walton, US-amerikanischer Schriftsteller († 1988)

- 02. Juni: Ruth Atkinson, kanadische Comicautorin und -zeichnerin († 1997)
- 08. Juni: Lillian Ross, US-amerikanische Journalistin, Autorin und Herausgeberin († 2017)
- 10. Juni: Édouard Axelrad, französischer Schriftsteller († 2006)

### Zweites Halbjahr
- 09. Juli: John Heath-Stubbs, britischer Dichter und Übersetzer († 2006)
- 10. Juli: James Aldridge, australischer Schriftsteller († 2015)
- 12. Juli: Doris Grumbach, US-amerikanische Schriftstellerin († 2022)
- 13. Juli: Marcia Brown, US-amerikanische Kinderbuchautorin und -Illustratorin († 2015)
- 17. Juli: Hotta Yoshie, japanischer Schriftsteller († 1998)
- 29. Juli: Mary Lee Settle, US-amerikanische Schriftstellerin († 2005)

- 31. August: Alan Jay Lerner, US-amerikanischer Autor und Liedtexter († 1986)
- 02. September: Allen Drury, US-amerikanischer Journalist und Schriftsteller († 1998)
- 21. September: Juan José Arreola, mexikanischer Schriftsteller († 2001)
- 26. September: Ilse Maria Aschner, österreichische Journalistin († 2012)

- 16. Oktober: Henri Vernes, belgischer Schriftsteller und Comicautor († 2021)
- 20. Oktober: Robert H. Lochner, US-amerikanischer Journalist und Übersetzer († 2003)
- 22. Oktober: René de Obaldia, französischer Schriftsteller und Dramatiker († 2022)

- 02. November: Roger Lancelyn Green, britischer Schriftsteller und Biograf († 1987)
- 08. November: Horst Mönnich, deutscher Schriftsteller († 2014)
- 08. November: Hermann Zapf, deutscher Typograf, Kalligraf, Autor und Lehrer († 2015)
- 13. November: Werner Aspenström, schwedischer Lyriker und Essayist († 1997)
- 25. November: Sigbert Mohn, deutscher Verleger († 2002)
- 25. November: Kurt Wafner, deutscher Lektor, Autor, Antimilitarist († 2007)
- 29. November: Madeleine L’Engle, US-amerikanische Schriftstellerin († 2007)

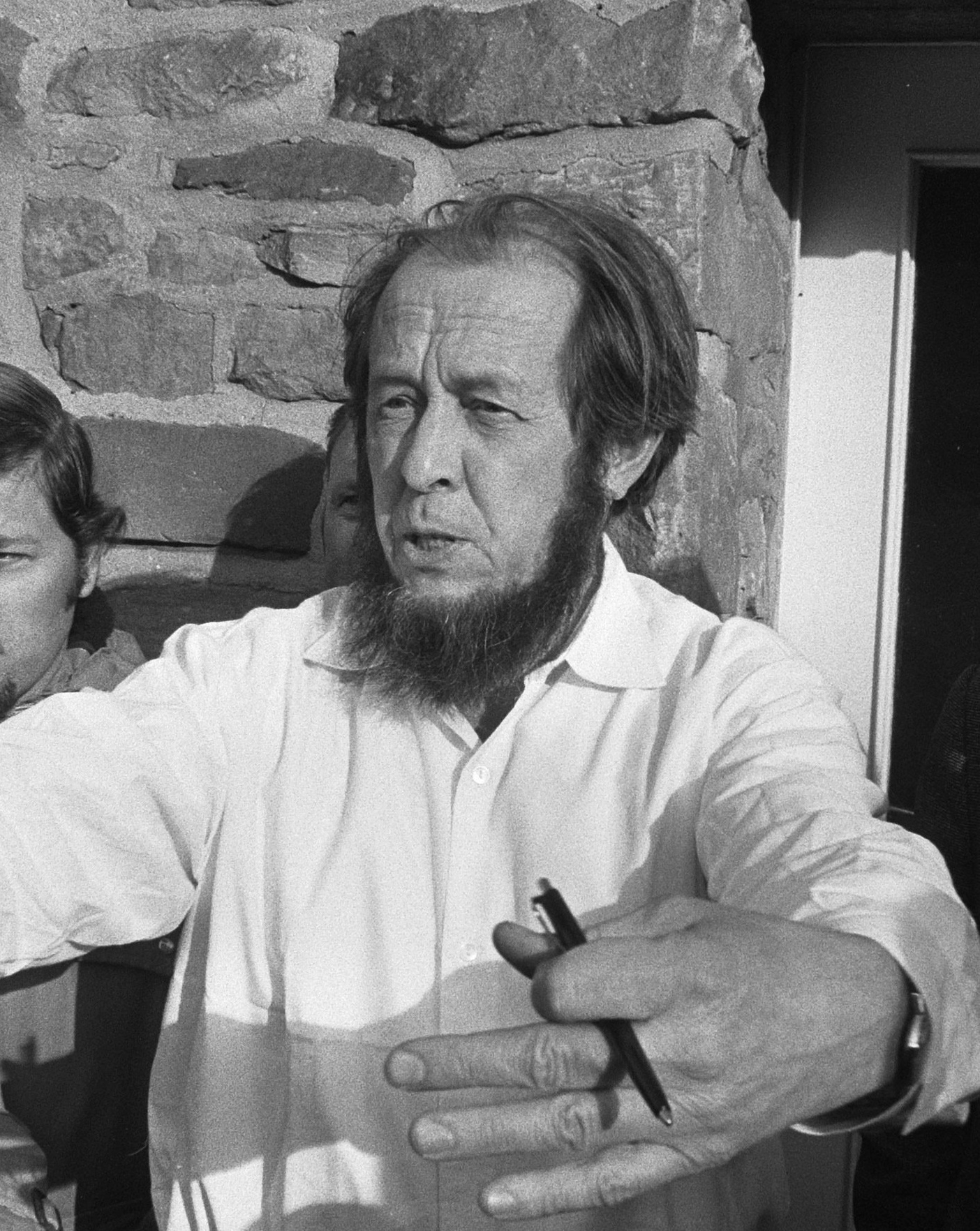
Alexander Solschenizyn 1974

- 11. Dezember: Alexander Solschenizyn, russischer Schriftsteller, Nobelpreisträger († 2008)
- 23. Dezember: Iván Mándy, ungarischer Schriftsteller († 1995)
- 28. Dezember: Valentin Senger, deutscher Schriftsteller und Journalist († 1997)

### Genaues Geburtsdatum unbekannt
- Manuel Anglada i Ferran, andorranischer Schriftsteller und Autor († 1998)
- Abelardo Arias, argentinischer Schriftsteller († 1991)
- Orhon Murat Arıburnu, türkischer Autor († 1989)
- Omar del Carlo, argentinischer Dramatiker († 1975)
- Andrés Holguín, kolumbianischer Lyriker, Übersetzer und Literaturkritiker († 1989)

## Gestorben

### Todesdatum gesichert
- 01. Januar: William Wilfred Campbell, kanadischer Schriftsteller (* 1858 oder 1860)
- 15. Januar: Georg Bötticher, deutscher Grafiker und Schriftsteller (* 1849)
- 16. Januar: Hyacinth Holland, deutscher Kunst- und Literaturhistoriker (* 1827)
- 28. Januar: John McCrae, kanadischer Dichter, Schriftsteller und Mediziner (* 1872)

- 08. März: Charles Follen Adams, US-amerikanischer Dichter (* 1842)

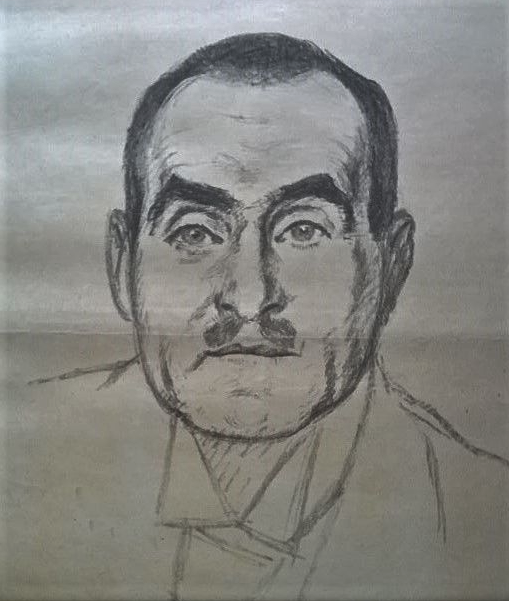
Frank Wedekind, gezeichnet von Fritz Wolff, 1918

- 09. März: Frank Wedekind, deutscher Schriftsteller und Schauspieler (* 1864)
- 11. März: Reinhold Steig, deutscher Literaturhistoriker (* 1857)
- 12. März: Elizabeth Wolstenholme Elmy, britische Frauenrechtlerin, Lehrerin, Frauenwahlrechtsaktivistin, Essayistin und Dichterin (* 1833)
- 29. März: Timm Kröger, deutscher Schriftsteller (* 1844)

- 02. April: Carl Grunert, deutscher Schriftsteller (* 1865)
- 04. April: Hanns von Zobeltitz, deutscher Journalist und Schriftsteller (* 1853)
- 16. April: Jules Fournier, kanadischer Journalist, Zeitungsverleger, Übersetzer und Essayist (* 1884)

- 17. Mai: Ernst von Hesse-Wartegg, österreichischer Diplomat und Reiseschriftsteller (* 1851)
- 10. Juni: Richard Voß, deutscher Schriftsteller (* 1851)
- 21. Juni: Hermann Essig, deutscher Dramatiker, Erzähler und Lyriker (* 1878)
- 26. Juni: Peter Rosegger, österreichischer Schriftsteller (* 1843)

- 12. Juli: Thorleif Auerdahl, norwegischer Lyriker (* 1895)

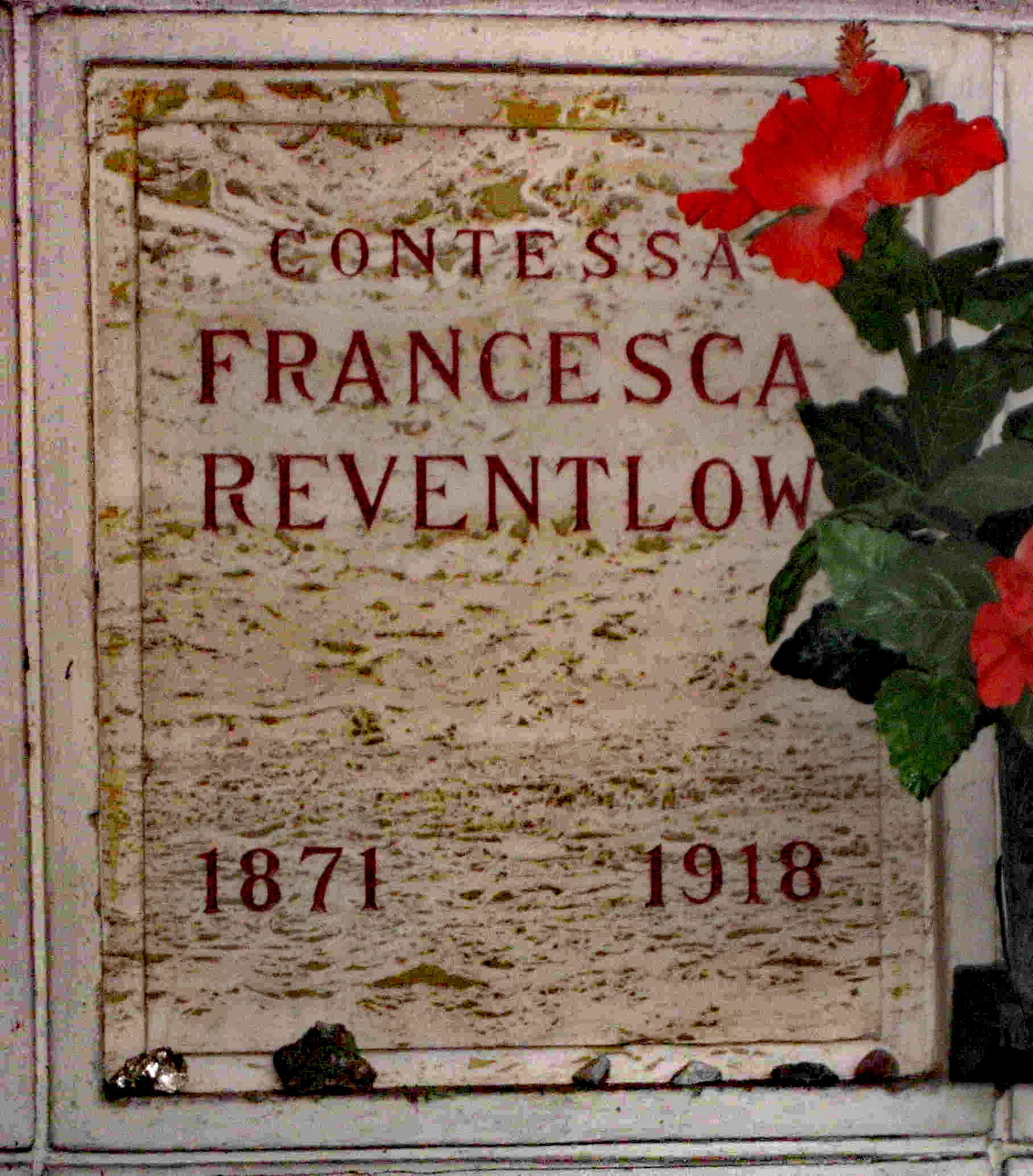
Grabstein von Fanny Reventlow als Contessa Francesca Reventlow in Locarno

- 26. Juli: Franziska zu Reventlow, deutsche Schriftstellerin (* 1871)
- 31. Juli: Peter Nansen, dänischer Journalist, Schriftsteller und Verleger (* 1861)

- 15. August: Heinrich Köselitz, deutscher Schriftsteller und Komponist (* 1854)
- 29. August: Max Dauthendey, deutscher Maler und Dichter (* 1867)
- 23. September: Marie Lenéru, französische Dramatikerin (* 1875)

- 28. September: Eduard von Keyserling, deutscher Schriftsteller und Dramatiker (* 1855)
- 10. Oktober: Elisabeth Bürstenbinder, deutsche Schriftstellerin (* 1838)
- 13. Oktober: Gerrit Engelke, deutscher Arbeiterdichter (* 1890)

- 05. November: Shimamura Hōgetsu, japanischer Schriftsteller, Literaturkritiker und -wissenschaftler (* 1871)

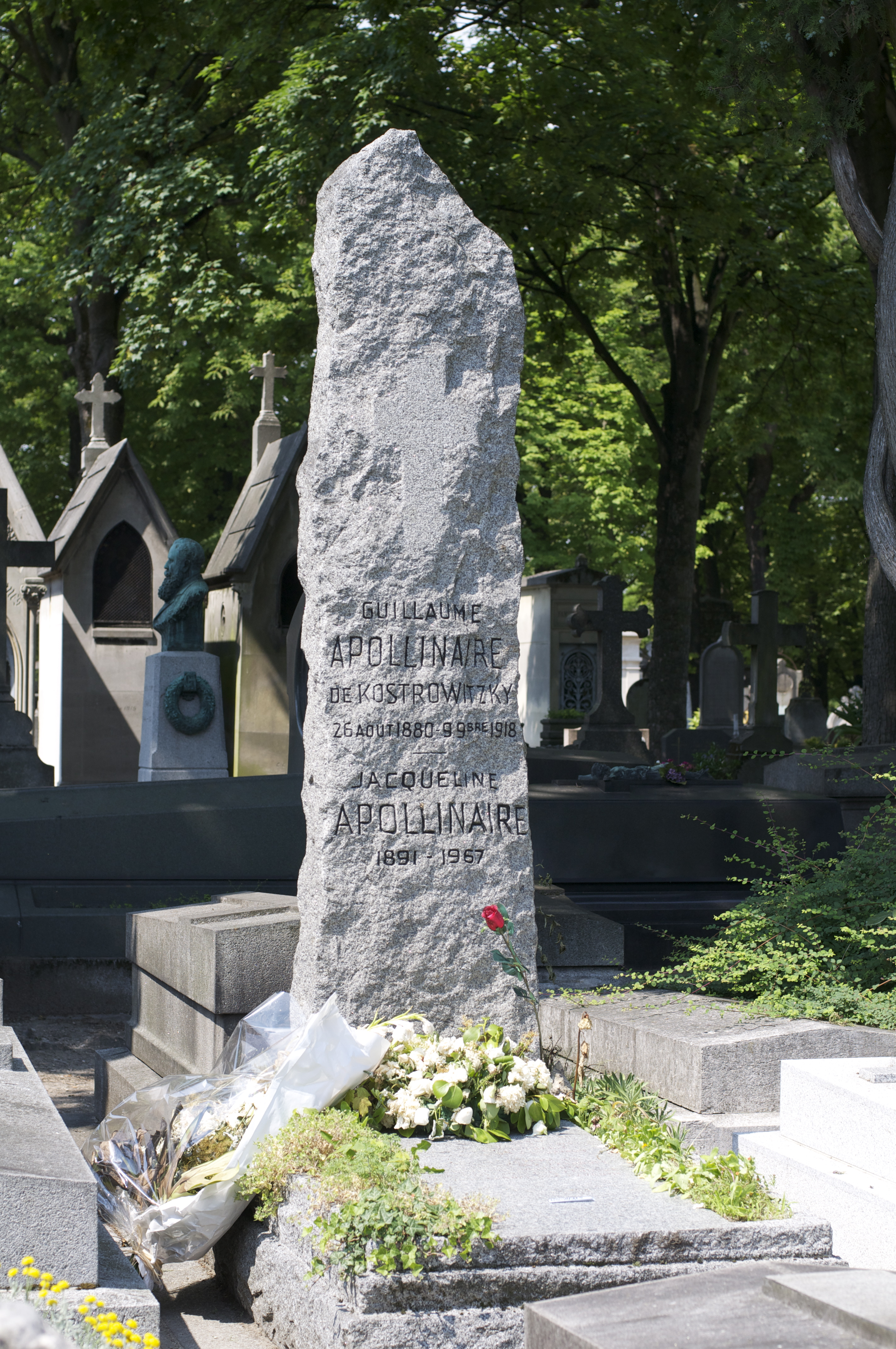
Grabmal von Apollinaire und seiner Frau Jacqueline auf dem Friedhof Père-Lachaise in Paris

- 09. November: Guillaume Apollinaire, französischer Dichter, Schriftsteller und Kritiker (* 1880)
- 13. November: Tadeusz Nalepiński, polnischer Lyriker und Schriftsteller (* 1885)
- 14. November: Seumas O’Kelly, irischer Journalist und Schriftsteller (* 1875/1881)
- 23. November: Harald Kidde, dänischer Schriftsteller (* 1878)

- 02. Dezember: Edmond Rostand, französischer Dramatiker (* 1868)
- 05. Dezember: Martin Boelitz, deutscher Schriftsteller (* 1874)
- 06. Dezember: William Wolfensberger, Schweizer Dichterpfarrer (* 1889)
- 11. Dezember: Ivan Cankar, slowenischer Schriftsteller und Dichter (* 1876)
- 11. Dezember: Ottilie Schwahn, deutsche Erzählerin (* 1844)
- 13. Dezember: Hermann Erler, deutscher Musikverleger, Komponist und Schriftsteller (* 1844)
- 21. Dezember: Walter Hines Page, US-amerikanischer Journalist, Verleger und Diplomat (* 1855)

### Genaues Todesdatum unbekannt
- Rasim Haşmet Akal, türkischer Dichter, Schriftsteller und Verleger (* 1880)
- Tadeusz Miciński, polnischer Schriftsteller (* 1873)